# 4 3 2 1
4 3 2 1 è un romanzo del 2017 di Paul Auster, pubblicato in Italia da Giulio Einaudi Editore. Nel 2017 è stato finalista del Booker Prize.

## Trama
Stanley Ferguson e Rose Adler sono due ebrei di seconda generazione, newyorkese Rose e del New Jersey Stanley; dopo un primo capitolo dedicato alle rispettive famiglie di origine e al loro matrimonio, nel 1947 nasce Archibald, detto Archie, il loro unico figlio. 
La narrazione segue Archie lungo quattro possibili sviluppi della sua vita, nati ognuno dall'avverarsi o meno di diverse possibilità: che lo zio vinca o meno alle scommesse sportive, che il padre continui o meno a lavorare con i fratelli, che la zia si sposi e si trasferisca oppure no, che Archie si rompa una gamba oppure inizi a giocare con successo a baseball e così via. 
La narrazione delle quattro trame procede simultaneamente, prima dando le quattro versioni del primo capitolo (1.1, 1.2, 1.3, 1.4), poi tutte le versioni del secondo, del terzo, eccetera.
I tratti di base del carattere di Archie restanto inalterati, rendendo il personaggio riconoscibile in ogni versione; ad esempio tutti gli alter-ego hanno un lavoro legato alla narrazione, che sia giornalismo, critica cinematografica o scrittura creativa . Quello che cambia sono le persone con le quali viene in contatto e che alterano la sua vita. A volte questi personaggi esistono in una sola versione, altre volte compaiono in più versioni ma interpretando diversi ruoli in diversi contesti.
La trama è parzialmente autobiografica, sia nella descrizione della famiglia di Archie sia in alcuni episodi ma Auster dichiara che la sostanza del romanzo non è autobiografica bensì, per la prima volta nei suoi romanzi, ruota attorno alle sue riflessioni sul tema della fanciullezza, "un'età malleabile in cui ogni scultura di sé è ancora possibile".

## Storia editoriale
Paul Auster inizia la stesura del romanzo nel 2013, a 66 anni, stessa età a cui morì suo padre , lavorandoci in modo quasi esclusivo; impiega più di tre anni per finirlo.

## Critica
Il romanzo è stato generalmente ben accolto dalla critica benché The New Yorker abbia sottolineato come lo stile di Auster, sempre riconoscibile e poco "mimetico", non sia molto adatto a rendere bene la "Babele orizzontale delle lingue umane" che caratterizza New York, mentre The New York Times osserva che la lunghezza e i dettagli di alcune parti sono forse eccessivi.